# Királyok völgye 30

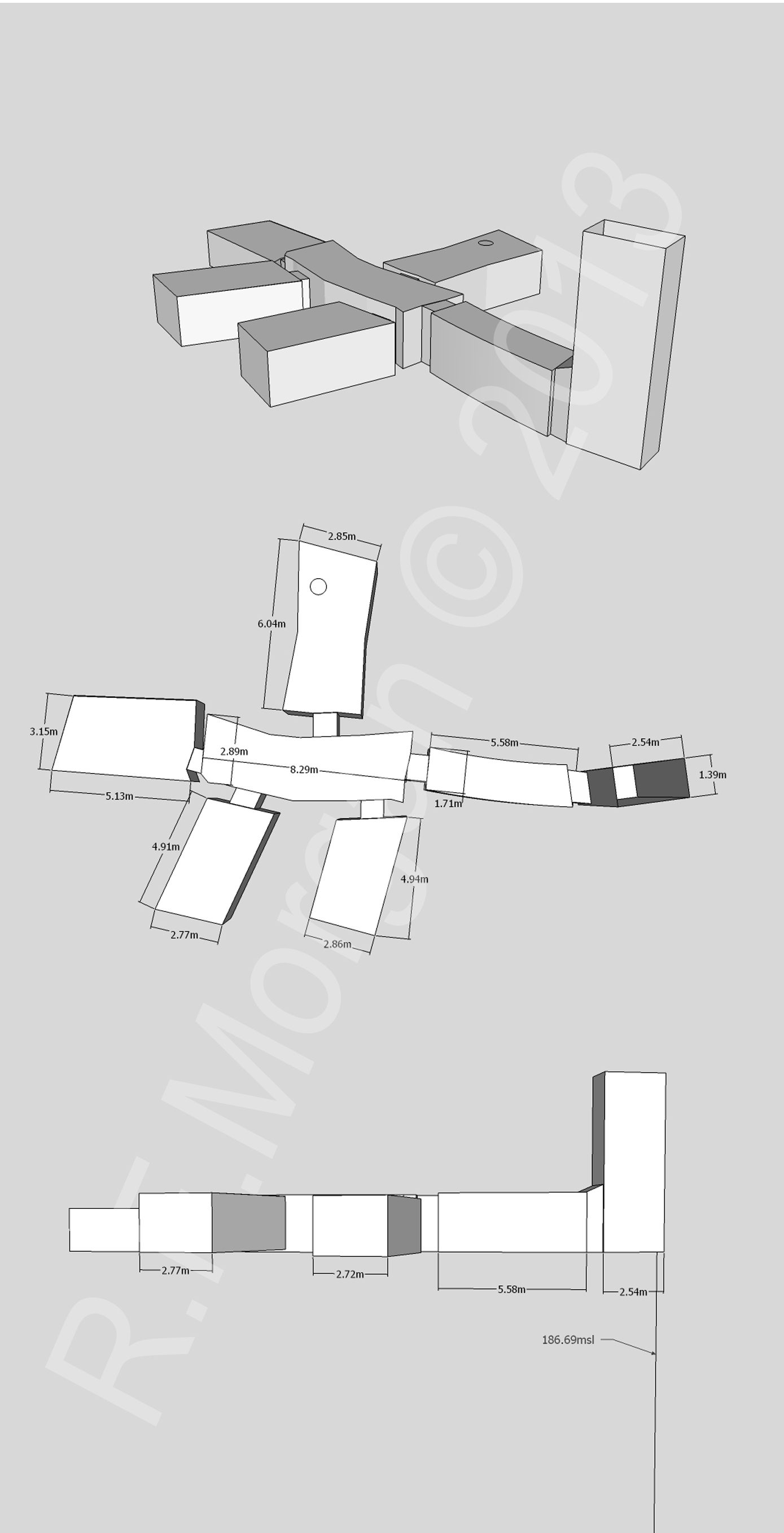
A sír izometrikus képe, alaprajza és oldalnézeti metszete egy 3D-modell alapján

A Királyok völgye 30 (KV30) egy egyiptomi sír a Királyok völgye keleti völgyében, a délnyugati vádi déli ágában. XVIII. dinasztia korabeli, tulajdonosa ismeretlen, valószínűleg nem királyi sírnak készült. Giovanni Battista Belzoni fedezte fel 1817-ben. Az ásatást Belmore 2. grófja finanszírozta, a sír ezért Lord Belmore sírjaként is ismert.
A sír egyenes tengelyű, hossza 42,06 m, területe 105,12 m². Jó minőségű sziklába vájták, de durva kialakítású. A bejárati aknából folyosó nyílik, majd ebből egy hosszúkás kamra, melyből balra két, szemben és jobbra egy-egy mellékkamra nyílik. Ez a szokatlan, több mellékkamrás alaprajz a KV12, KV27 és a jóval nagyobb KV5 sírok alaprajzára emlékeztet. A sírról nem sokat tudni, de lehet, hogy innen vagy a KV31-ből származnak azok a korabeli antropoid szarkofágok, amelyeket Belzoni ugyanebben az évben talált, és ma a British Museumban találhatóak.